# المرسوم الإمبراطوري بشأن تنازل إمبراطور تشينغ عن العرش
المرسوم الإمبراطوري لتنازل إمبراطور تشينغ عن العرش (بالصينية المبسطة: 宣统帝退位诏书؛ بالصينية التقليدية: 宣統帝退位詔書) كان مرسومًا رسميًا أصدرته الإمبراطورة الأرملة لونغيو نيابةً عن الإمبراطور شوانتونغ البالغ من العمر ست سنوات، وهو آخر أباطرة سلالة تشينغ في الصين، في 12 فبراير 1912، ردًا على ثورة شينهاي. أدت الثورة إلى إعلان استقلال 13 مقاطعة صينية جنوبية، ثم مفاوضات السلام التي تلتها بين بقية مقاطعات تشينغ الصينية ومجموع المقاطعات الجنوبية.
كان صدور المرسوم الإمبراطوري إيذانًا بنهاية حكم سلالة تشينغ الذي استمر لأكثر من 200 عام، وعصر الحكم الإمبراطوري الصيني الذي استمر 2132 عامًا. علاوة على ذلك، أسس المرسوم الإمبراطوري جمهورية الصين كدولة وحيدة خلفًا لسلالة تشينغ، ووفر الأساس القانوني لجمهورية الصين لترث جميع أراضي تشينغ، بما في ذلك الصين نفسها، ومنشوريا، ومنغوليا، وشينجيانغ، والتبت.   

## خلفية
أُعلنت سلالة تشينغ على يد المانشو عام 1636. وفي التأريخ الصيني، حلمت سلالة تشينغ ولاية السماء بعد أن خلفت سلالة مينغ عام 1644. في أواخر القرن التاسع عشر، أدت الحروب مع القوى الأجنبية إلى خسارة أراضٍ ودول تابعة، مثل هونج كونج في حرب الأفيون الأولى وكوريا في الحرب الصينية اليابانية الأولى، مما قلل بشكل كبير من ثقة الشعب الصيني بالإمبراطورية، مما غذى القومية الصينية. وتعزز هذا الشعور بفشل الإصلاح السياسي، حيث أدت الرغبة في تشكيل ملكية دستورية إلى تشكيل حكومة الأمير تشينغ، التي كانت الأغلبية فيها جزءًا من العائلة الإمبراطورية في مايو 1911. 
استمر الثوار، بمساعدة ملايين الصينيين في الخارج الذين طالبوا بإصلاح الحكومة في شن حملات عسكرية مناهضة لأسرة تشينغ في جنوب الصين، إلا أن الحكومة سرعان ما قمعت هذه الحملات. ولكن في أكتوبر 1911، أحدثت الانتفاضة في ووتشانغ في وسط الصين صدى على مستوى البلاد،  حيث أعلنت 13 مقاطعة من أصل 18 مقاطعة صينية ذات أغلبية من الهان استقلالها عن الإمبراطورية وأنشأت لاحقًا حكومة جمهورية بقيادة الزعيم الثوري صن يات صن. واستجابةً للدعوة إلى الديمقراطية الدستورية، عينت الحكومة الإمبراطورية يوان شيكاي رئيسًا للوزراء، ومع ذلك واصل يوان التفاوض مع الثوار الذين عرضوا لاحقًا جعل يوان أول رئيس لجمهورية الصين وتوفير معاملة تفضيلية للعائلة الإمبراطورية. ولمواجهة الضغوط الداخلية، أمر يوان خمسين من الجنرالات والمسؤولين الكبار في جيش بييانغ، بقيادة الجنرال دوان كيروي، بنشر برقيات تدعو إلى السلام وتهدد العائلة الإمبراطورية.  أصدرت الإمبراطورة الأرملة لونغيو، نيابة عن الإمبراطور شوانتونغ، المرسوم الإمبراطوري الذي نقل السلطة إلى جمهورية الصين الناشئة ومرسومين متتاليين.

## صياغة
هناك جدل حول المؤلف الحقيقي للمرسوم، لكن يُعتقد أن تشانغ جيان هو من صاغ المرسوم. ومع ذلك، فإن تقريراً في صحيفة شين باو، وهي صحيفة رائدة في شنغهاي آنذاك، في 22 فبراير 1912، بعنوان "الكلمات الحزينة التي قالتها الإمبراطورة عند إصدار مرسوم التنازل عن العرش"، يقول إن المرسوم صاغه أولاً تشانغ يوانتشي، نائب وزير التعليم، وعدله شو شي تشانغ، وعرضه يوان شيكاي على الإمبراطورة في 25 يناير 1912. ويقال إن الإمبراطورة بكت بعد قراءة المرسوم وتدفقت دموعها، وأضافت ختمها الشخصي بدلاً من الختم الإمبراطوري إلى المرسوم. يظهر الختم الشخصي للإمبراطورة الأحرف الصينية الأربعة التي تعني الطريق العظيم للطبيعة والسماء (بالصينية: 法天大道)، مما يشير إلى ازدراءها للجمهورية الجديدة. 

## محتوى المرسوم

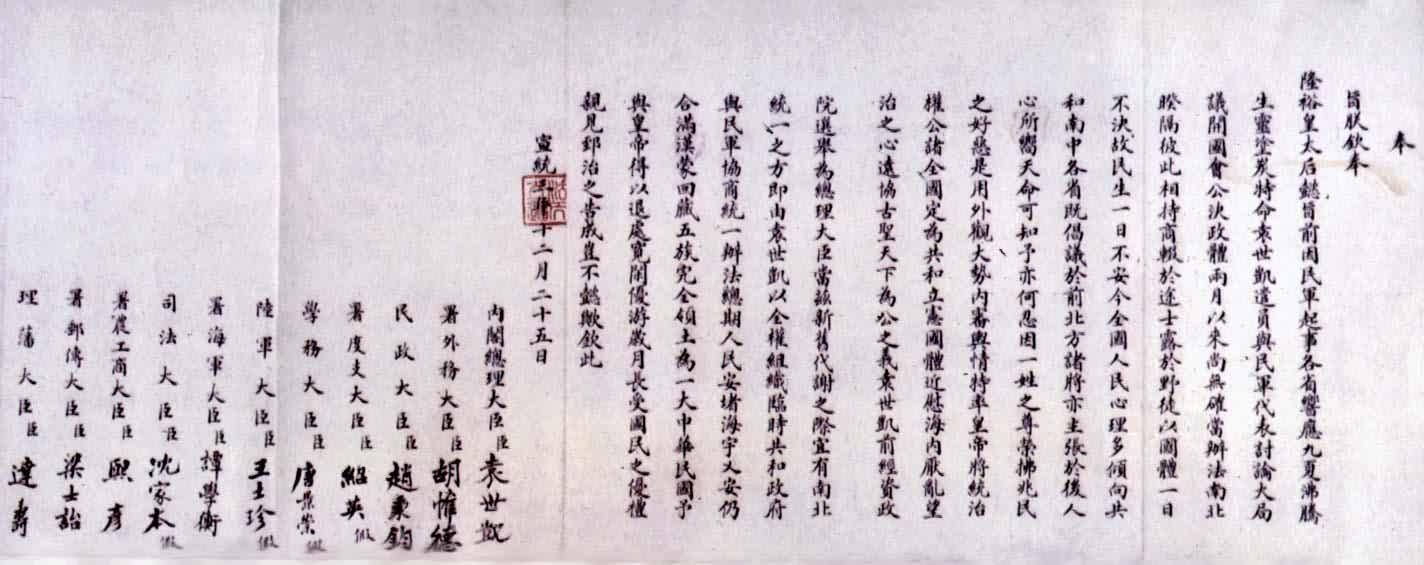
المرسوم الإمبراطوري بشأن تنازل إمبراطور تشينغ عن العرش

النصوص الكاملة للمرسوم الإمبراطوري بشأن تنازل إمبراطور تشينغ، بالترجمة والأصل الصيني الكلاسيكي، هي كما يلي: 
وقد صادقت الإمبراطورة الأرملة لونغيو على هذا المرسوم نيابة عن الإمبراطور شوانتونغ البالغ من العمر ست سنوات، ونقل المرسوم صراحة السيادة على جميع الأراضي التي كانت تحت سيطرة أسرة تشينغ في وقت انهيارها - بما في ذلك الصين نفسها ومنشوريا والتبت وشينجيانغ ومنغوليا - إلى جمهورية الصين.   
الموقعون على المرسوم هم:
- رئيس مجلس الوزراء الإمبراطوري يوان شيكاي (袁世凱)
- القائم بأعمال وزير الخارجية هو ويدي (胡惟德)
- وزير الداخلية تشاو بينغ جون (趙秉鈞)
- القائم بأعمال وزير المالية ماجيا شاويينج (馬佳·紹英)
- وزير التعليم تانغ جينغشونغ (唐景崇)
- وزير الجيش وانغ شي تشن (王士珍)
- القائم بأعمال وزير البحرية تان شيويهينغ (譚學衡)
- وزير العدل شين جيابن (沈家本)
- القائم بأعمال وزير الزراعة والأشغال والتجارة هيتارا شيان (喜塔臘·熙彥 )
- القائم بأعمال وزير البريد والاتصالات ليانغ شيي (梁士詒) )
- وزير شؤون المناطق الإقطاعية داشو (達壽)

## العواقب
سمحت مواد المعاملة التفضيلية للإمبراطور العظيم من أسرة تشينغ بعد تنازله عن العرش للإمبراطور شوانتونغ بالاحتفاظ بلقبه الإمبراطوري والتمتع بامتيازات أخرى بعد تنازله عن العرش، مما أدى إلى وجود بلاط اسمي في المدينة المحرمة تسمى "البلاط المتبقي لعائلة تشينغ الإمبراطورية المتنازلة" (遜清皇室小朝廷 ) من عام 1912 إلى عام 1924.  ألغى فينج يوشيانج الامتيازات وألغى البلاط الاسمي في عام 1924. 

## إرث
جمع تشانغ تشاويونغ، سكرتير مجلس الوزراء، المرسومَ لأول مرة، وحفظه بمرسومين إمبراطوريين متتاليين بشأن التنازل عن العرش ومرسوم 3 فبراير الذي يجيز مفاوضات السلام مع الثوار في مخطوطة واحدة. بعد وفاة تشانغ، اشترى رئيس جامعة بكين للمعلمين المخطوطة. منذ عام 1975، أصبحت المخطوطة جزءًا من مجموعة متحف الثورة الصينية، المعروف الآن باسم المتحف الوطني الصيني.

## المراسيم ذات الصلة
أصدر الإمبراطور شوانتونغ ثلاثة مراسيم بالتنازل عن العرش طوال حياته. صدرت المذكرتان الأوليتان بصفته إمبراطور تشينغ، بما في ذلك المذكرة الموصوفة في هذه المقالة والمذكرة الأخرى التي صدرت بعد فشل استعادة مانشو. أما الثالث فقد صدر بعد الغزو السوفييتي لمنشوريا، بصفته إمبراطور مانشوكو، الدولة الدمية اليابانية خلال الحرب العالمية الثانية.

## ملحوظات
1. ↑  دام حكم سلالة تشينغ 276 عامًا، بدءًا من تنصيب هونغ تاي تشي عام 1636، أي منذ إطلاق اسم "تشينغ العظيمة" على السلالة. وإذا أُخذت سلالة جين اللاحقة (1616-1636) في الاعتبار، فقد دام حكمها 296 عامًا. إذا تم حساب المدة من عام 1644 عندما حلت أسرة تشينغ محل أسرة مينغ باعتبارها السلالة الحاكمة للصين، فقد استمرت 268 عامًا.[1]